# Département du Pacifique
Le département du Pacifique est un département de commandement principal de l'United States Army au cours du XIXe siècle.

## Formation
Le département du Pacifique est créé le 31 octobre 1853 à San Francisco en Californie, remplaçant l'ancienne division du Pacifique (en) (1848-53) et mettant un terme aux 10e (Californie) et 11e (Oregon) départements, le consolidant en un seul département. Le département rend compte directement au quartier général de l'armée à Washington. Il supervise les affaires militaires dans le pays à l'ouest des montagnes Rocheuses (Californie, le territoire de l'Oregon, et le territoire de Washington), à l'exception du territoire de l'Utah et du territoire du Nouveau-Mexique à l'est du 110e méridien ouest, (ainsi comprenant la plupart de l'actuel Arizona et le sud du Nevada).
Le 2 septembre 1854, le quartier général est déplacé aux Benicia Barracks, à Benicia en Californie.
De 1855 à 1857, le district de Puget Sound est organisé.
En janvier 1857, le quartier général retourne à San Francisco.
Le 14 janvier 1858, le territoire de l'Utah est mis sous la responsabilité du département mais est rapidement placé dans le département de l'Utah, en 1858, qui persiste jusqu'en 1861.

## Commandants
| Grade                     | Nom                   | Début | Fin  |
| ------------------------- | --------------------- | ----- | ---- |
| Brigadier général breveté | Ethan A. Hitchcock    | 1853  | 1854 |
| Major général breveté     | John E. Wool          | 1854  | 1857 |
| Brigadier général breveté | Newman S. Clarke (en) | 1857  | 1858 |

## Postes
| Nom                                          | Lieu                      | Période                  |
| -------------------------------------------- | ------------------------- | ------------------------ |
| Poste d'Alcatraz Island ou fort Alcatraz     | Californie                | 1853-1907                |
| Fort Bellingham (en)                         | Territoire de Washington  | 1855 - 1860              |
| Arsenal de Benicia                           | Benicia                   | 1851-1964                |
| Benicia Barracks                             | Californie                | 1852-1866                |
| Fort Boise                                   | Idaho                     | 1863–1912                |
| Fort Bragg                                   |                           | 1857-1864,               |
| Fort Churchill                               | Nevada                    | 1860–1869                |
| Fort Colville (en)                           | Territoire de Washington  | 1825–1870                |
| Fort Dalles (en)                             | Oregon                    | 1850–1867                |
| Fort Klamath                                 | Oregon                    | 1863-1890                |
| Fort de Roop, Fort Defiance (en), Susanville | Californie                | 1853-1863                |
| Fort Douglas                                 | Territoire de l'Utah      | 1862–1991                |
| Drum Barracks                                | Californie                | 1862–1870                |
| Fort Gaston (en)                             | Californie                | 1859-1892                |
| Fort Humboldt                                | Californie                | 1853-1867                |
| Fort Jones                                   | Californie                | 1852–1858                |
| Fort Mohave                                  | Territoire de l'Arizona   | 1959-1890                |
| Fort Point San José                          | San Francisco             | 1853–1882                |
| Fort Point                                   | San Francisco, Californie | 1853-1886                |
| Nouveau dépôt de San Diego (en)              | San Diego                 | 1851 - juin 1866         |
| Fort Steilacoom                              | Territoire de Washington  | 1849–1868                |
| Fort Yuma                                    | Californie                | 1851 - 1883              |
| Fort Vancouver (en)                          | Territoire de Washington  | 1853-1879                |
| Fort Tejon                                   | Californie                | 1854 - 1861, 1863 - 1864 |
| Camp Burton                                  | Californie                | 1855                     |
| Fort Cascades (en)                           | Territoire de Washington  | 1855 - 1861              |
| Fort Yamhill                                 | Oregon                    | 1856–1866                |
| Fort Simcoe                                  | Territoire de Washington  | 1856–1859                |
| Fort Townsend (en)                           | Territoire de Washington  | 1856 - 1861              |
| Fort Walla Walla                             | Territoire de Washington  | 1856-1911                |
| Fort Crook                                   | Californie                | 1857-1869 ,              |
| Fort Hoskins                                 | Oregon                    | 1857–1865                |
| Fort Ter-Waw (en)                            | Californie                | 1857-1862,               |
| Camp à Pardee's Ranch (en)                   | Californie                | 1858-1865                |
| Camp Stanford                                | Californie                | 1863-                    |
| Camp Union                                   | Californie                | 1861-1866                |
| Camp Babbitt                                 | Californie                | 1862-1866                |

## Démantèlement
Le 13 septembre 1858, le département du Pacifique est démantelé, remplacé par deux nouveaux départements : le département de Californie et le département de l'Oregon (en). Le département de Californie comprend le territoire à l'ouest des Rocheuses, les districts du fleuve Umpqua et du fleuve Rogue en Oregon, Utah et Nouveau-Mexique. Le département de l'Oregon comprend les territoires de l'Oregon et de Washington.

## Réactivation durant la guerre de Sécession
Pendant la guerre de Sécession, l'armée se réorganise de nouveau, et le 15 janvier 1861, le « département du Pacifique » indépendant est reconstitué par la consolidation des départements de Californie et de l'Oregon (en). Le premier commandant de nouveau département du Pacifique est le colonel (brigadier général breveté) Albert Sidney Johnston qui deviendra plus tard un important général de l'armée confédérée

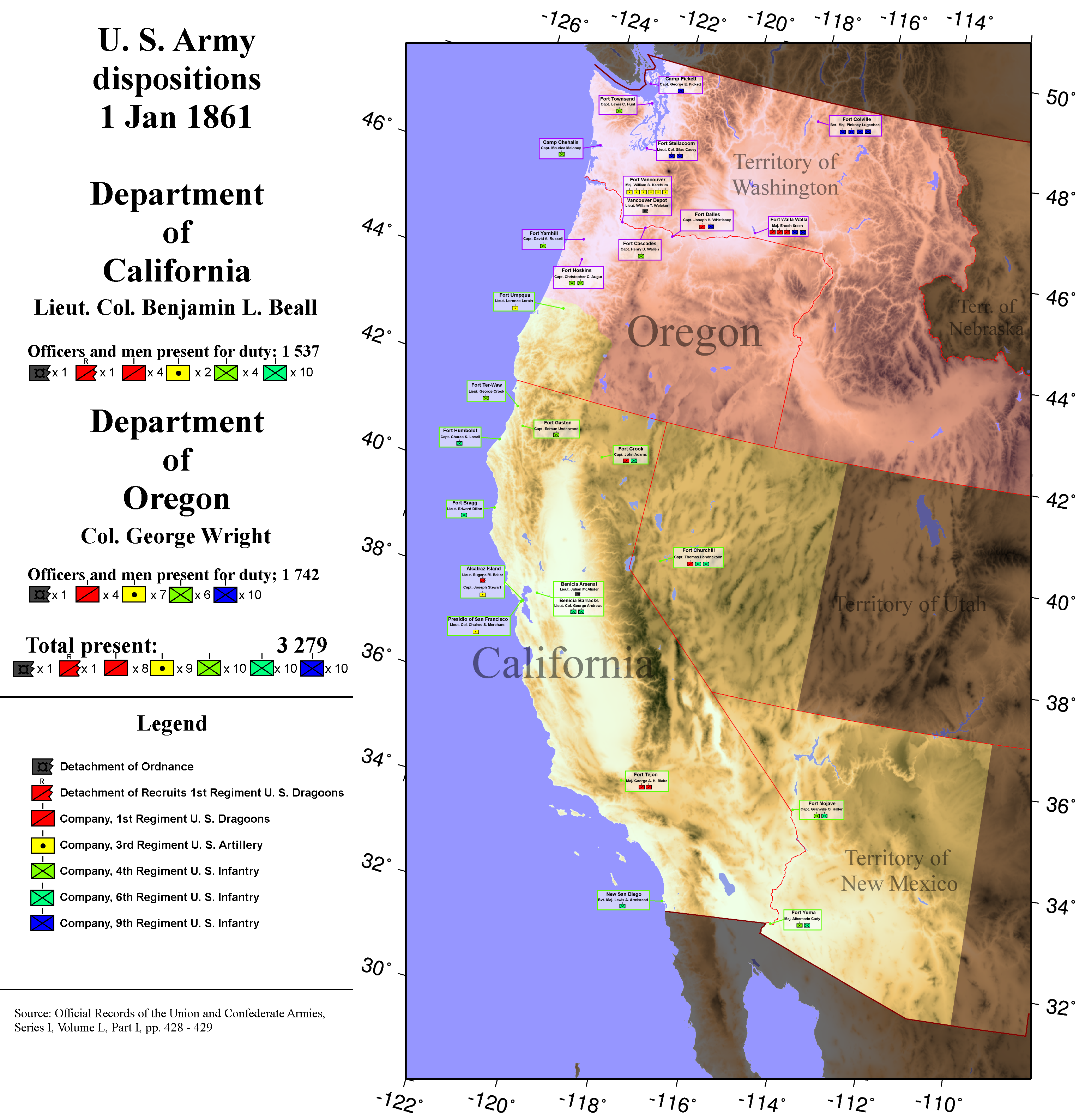
Garnisons des départements de Californie et de l'Oregon au 1 janvier 1861

### Commandants lors de la guerre de Sécession
| Grade             | Nom                    | Début        | Fin          |
| ----------------- | ---------------------- | ------------ | ------------ |
| Colonel           | Albert Sidney Johnston | janvier 1861 | mars 1861    |
| Brigadier général | Edwin Vose Sumner      | mars 1861    | octobre 1861 |
| Brigadier général | George Wright          | octobre 1861 | juillet 1864 |
| Major général     | Irvin McDowell         | juillet 1864 | juillet 1865 |

### Districts
Le département du Pacifique a six districts militaires subordonnés pendant la guerre de Sécession :
- District de l'Oregon (quartier général au fort Vancouver (en)) 15 janvier 1861 - 27 juillet 1865
- District de Californie (quartier général à San Francisco, co-localisé avec le département du Pacifique). Commandement indépendant du département du 1er juillet 1864 au 27 juillet 1865
- District de Californie du Sud (en) (quartier général aux Drum Barracks) 25 septembre 1861 - 27 juillet 1865
- District de Humboldt (quartier général au fort Humboldt) 12 décembre 1861 - 27 juillet 1865
- District de l'Utah (en) (quartier général au fort Douglas). 6 août 1862 - 27 juillet 1865
- District d'Arizona (quartier général à Prescott) 7 mars 1865 - 27 juillet 1865

## Dissolution
Le 27 juillet 1865, la division militaire du Pacifique est créée sous les ordres du major général Henry W. Halleck, remplaçant le département du Pacifique, composé du département du Columbia qui comprend l'État de l'Oregon et les territoires de Washington et de l'Idaho et le département de Californie étendu qui comprend les États de Californie et du Nevada et le territoire du Nouveau-Mexique et le territoire de l'Arizona.

## Expédition des Philippines
Le 30 mai 1898, le général Wesley Merritt établit à San Franscico les quartiers généraux des forces expéditionnaires des États-Unis et le département du Pacifique pour la campagne de soutien aux forces de l'amiral Dewey aux Philippines pendant la guerre hispano-américaine.
À la fin mars 1900, les complications générées par le traitement des guérillas et du gouvernement des îles aboutissent à la transformation que ce qui a été le département du Pacifique en département des Philippines (en) avec quatre départements géographiques, chacun d'eux, à leur tour, divisé en districts militaires. Cette étape amène aussi à la dissolution du huitième corps (en)